# Vlaamse verkiezingen 2014/Kandidatenlijsten/VB
Dit zijn de kandidatenlijsten van het Vlaams Belang voor de Vlaamse verkiezingen van 2014. De verkozenen staan vetgedrukt.

## Antwerpen

### Effectieven
1. Anke Van dermeersch
2. Tom Van Grieken
3. Wim Wienen
4. Hans Verreyt
5. Ingrid Kluppels
6. Peggy Pooters
7. Danny Neel
8. Angie Bosmans
9. Luc Van Der Schoepen
10. Inge Schoovaerts
11. Hans Keldermans
12. Nancy Verrijke
13. Bert Deckers
14. Nancy Ceuppens
15. Jan Claessen
16. Els Sterckx
17. Chris Luyckx
18. Tim Willekens
19. Gianni Peeters
20. Michel Elst
21. Christel Engelen
22. Michel Saey
23. Karine Torfs
24. Jan Van Wesembeeck
25. Ledy Broeckx
26. Kurt Verhoeven
27. Sheila Cheung
28. Wim Verheyden
29. Tilly Fertin
30. Glen Pauwels
31. Anja Geudens
32. Mieke Langmans-De Bats
33. Bruno Valkeniers

### Opvolgers
1. Dirk Verhaert
2. Caroline Drieghe
3. Wim Van Osselaer
4. Annicq De Neve
5. Luc Vermeulen
6. Hedvig Van Brusselen
7. Piet Boucique
8. Annie Reniers-Vandeputte
9. Siegfried Heylen
10. Annie De Houwer
11. Fred Van Nyen
12. Liliane Mariën
13. Philip Maes
14. Ella Cornelis
15. Fanny Schenkels
16. Wim De Winter

## Brussels Hoofdstedelijk Gewest

### Effectieven
1. Frédéric Erens
2. Frieda De Kerf
3. Lut Princen
4. Heron Cougé
5. Emmy De Ridder
6. Pieter Verelst

### Opvolgers
1. Rolando Assys
2. Mariette Biesemans
3. Edouard Bourgeois
4. Theophiel Van Dyck
5. Mia Vercraye
6. Christina De Pever

## Limburg

### Effectieven
1. Chris Janssens
2. Annick Ponthier
3. Leo Pieters
4. Koen Ooms
5. Veronique Bartels
6. Fabienne Poncelet
7. Ronald Peeters
8. Alice Deckers
9. Cederic Vanreppelen
10. Anke Mockers
11. Carine Achten
12. Marcel Cosemans
13. Nancy Dillen
14. Veerle Dils
15. Tony Lespoix
16. Jean Geraerts

### Opvolgers
1. Frank Troosters
2. Rita Caubergs-Keunen
3. Guido De Boever
4. Yvo Verherstraeten
5. Wendy Hermans
6. Karel Indeherberge
7. Marleen Spee
8. Willy Van Den Bergh
9. Alice Roemans
10. Ivo Schoonheere
11. Jan Cluyssen
12. Daniëlla Geraerts
13. Carmen Rexach
14. Jos Drykoningen

## Oost-Vlaanderen

### Effectieven
1. Guy D'haeseleer
2. Barbara Bonte
3. Kristof Slagmulder
4. Femke Pieters
5. Reinoud Van Stappen
6. Chloé De Schutter
7. Lena Van Boven
8. Anja De Gols
9. Peter Pauwels
10. Stania Van Loo
11. Steve Van Broeckhoven
12. Alain Speeckaert
13. Veronique Lenvain
14. Guido Vergult
15. Kelly Uyttendaele
16. Geert Neirynck
17. Carine Coppejans
18. Gerarda Thienpondt
19. Caroline Persyn
20. Vincent Thomaes
21. Marc Parewijck
22. Dirk Callens
23. Christine Braems
24. Sophie Van Eeghem
25. Alex Vander Cruyssen
26. Stéphan Bourlau
27. Stefaan Van Gucht

### Opvolgers
1. Ortwin Depoortere
2. Annemie Peeters-Muyshondt
3. Johan Van Nieuwenhove
4. Nancy Haes
5. Erik Waterschoot
6. Michel Van Brempt
7. Davy De Meyere
8. Yola Pellecom
9. Ingrid Temmerman
10. Yoica Van De Rostyne
11. Guido De Grave
12. Mia Wauters
13. Fernand Deliaert
14. Hilde Anneesens
15. Elke Troch
16. Marc Boterberg

## Vlaams-Brabant

### Effectieven
1. Joris Van Hauthem
2. Anita Uyttebroek
3. Bart Laeremans
4. Nico Creces
5. Nils Van Roy
6. Jan Meulepas
7. Mireille Buyse
8. Jozef Claes
9. Katie Van Der Heyden
10. Robert Vranken
11. Gunter Timmermans
12. Marie-Thérèse Vandebroeck
13. Annabel Bruers
14. Brigitte Schoukens
15. Anne De Vits
16. Nadia Van Beughem
17. Anne Frans
18. Nicole Vancauwenbergh
19. Daniël Fonteyne
20. Wim Van Dijck

### Opvolgers
1. Klaas Slootmans
2. Marina Massu
3. Frederik Vandelannoote
4. Luk Raekelboom
5. Eddy Mortier
6. Nicky De Clercq
7. Arlette Swinnen
8. Werner Ost
9. Rita Ulin
10. Hilde Lanckmans
11. Dylan Desaer
12. Marie-Rose Geldof
13. Sandra Cools
14. Lucia Van Baden
15. Jean Holemans
16. Jan Laeremans

## West-Vlaanderen

### Effectieven
1. Stefaan Sintobin
2. Reinhilde Castelein
3. Tanguy Veys
4. Martine Vanbrabant
5. Dieter Van Parys
6. Robin Vandenberghe
7. Alain Quataert
8. Patrick De Vyt
9. Marleen Vanoverschelde
10. Janick Samyn
11. Lut Deforche-Degroote
12. Wim Vanoutryve
13. Kathy Michiels
14. Joke d'Ennetières
15. Anita Houthoofdt-Meeuws
16. Marijke De Gols
17. Jan Deweer
18. Daisy Parmentier
19. Liliane Cottenie
20. Sandra De Schuyter
21. Steven Verschaeve
22. Christian Verougstraete

### Opvolgers
1. Maarten Seynaeve
2. Kristien Verbelen
3. Pol Denys
4. Marianne Van Becelaere-Mortier
5. Arnold Bruynooghe
6. Rudy Demeulemeester
7. Nick Krekelbergh
8. Reinhart Madoc
9. Cindy Versluys
10. Olivier De Jaeghere
11. Karoline Vandommele
12. Maureen Verschoore
13. Patricia Therry
14. Yasmine Marysse
15. Suzanne Popelier
16. Kurt Ravyts